# Leptostylopsis albofasciatus
Leptostylopsis albofasciatus es una especie de escarabajo longicornio del género Leptostylopsis, tribu Acanthocinini, familia Cerambycidae. Fue descrita científicamente por Fisher en 1926.

## Distribución
Se distribuye por Cuba y Estados Unidos.

## Descripción
La especie mide 7-11 milímetros de longitud. El período de vuelo ocurre en el mes de junio.